# Rowy (sielsowiet Boruny)
Rowy (biał. Равы; ros. Ровы) – dawny folwark. Tereny, na których był położony, leżą obecnie na Białorusi, w obwodzie grodzieńskim, w rejonie oszmiańskim, w sielsowiecie Boruny.

## Historia
W czasach zaborów folwark w okręgu wiejskim Bieniuny, w gminie Holszany, w powiecie oszmiańskim, w guberni wileńskiej Imperium Rosyjskiego. W 1866 roku miał 1 domy i 5 mieszkańców, należał do Ogonowskich. W 1905 roku liczył 11 mieszkańców, 130 dziesięcin, własność Kryczyńskiego.
W latach 1921–1945 leżał w Polsce, w województwie wileńskim, w powiecie oszmiańskim, w gminie Krewo a następnie w gminie Holszany.
W 1931 w 2 domach zamieszkiwało 16 osób.
Wierni należeli do parafii rzymskokatolickiej w Krewie. Miejscowość podlegała pod Sąd Grodzki w Holszanach i Okręgowy w Wilnie; właściwy urząd pocztowy mieścił się w Krewie.